# Tepeyac

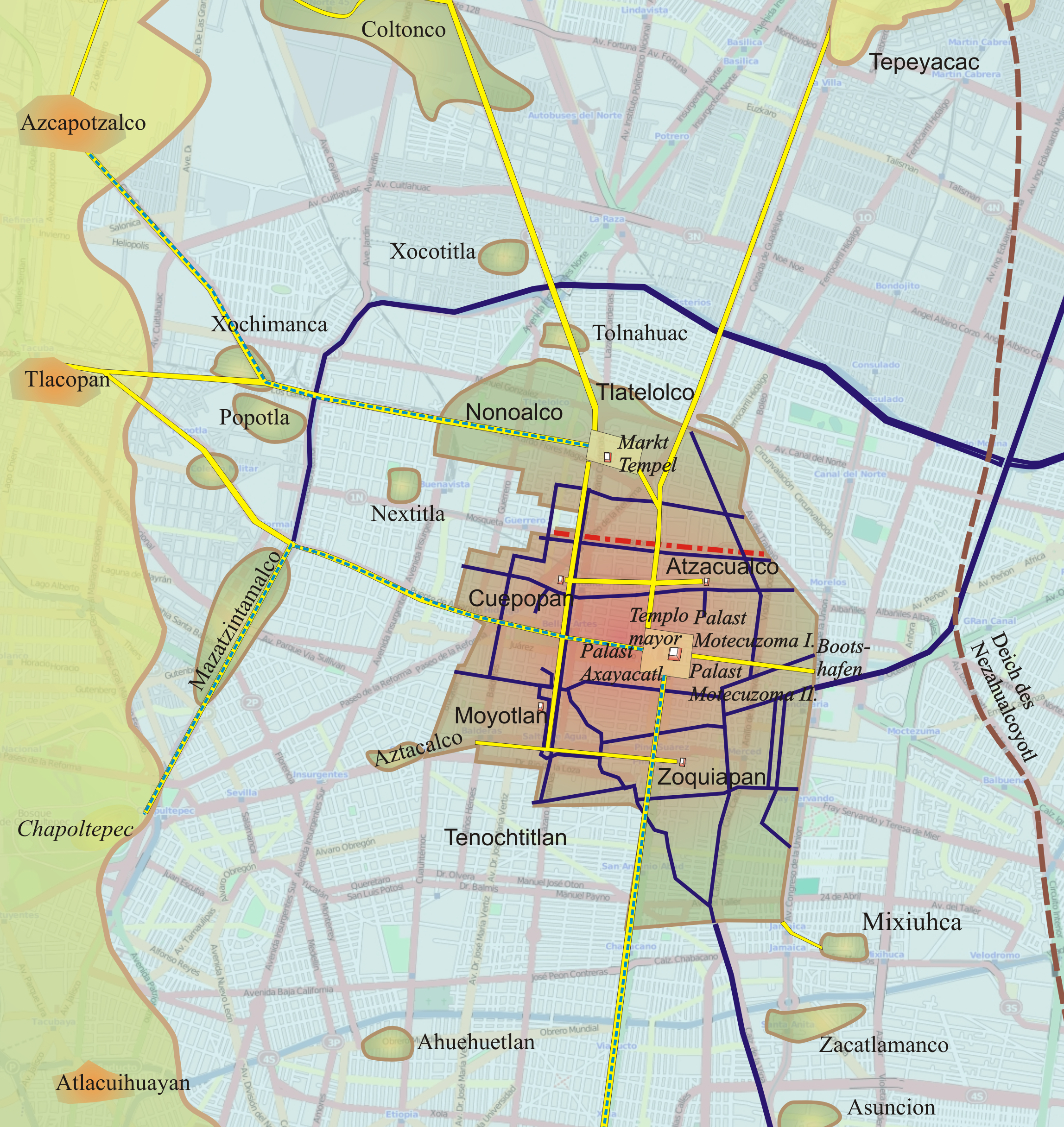
Lage der eigenständigen Stadt Tepeyacac nördlich von Tenochtitlan

Tepeyac ist ein Vorort von Mexiko-Stadt. In präkolumbischer Zeit stand hier eine eigenständige Stadt, die gemeinsam mit Hernán Cortés und den spanischen Konquistadoren gegen Tenochtitlan, die Hauptstadt der Azteken, kämpfte.  Sie war historisch bekannt unter den Namen Tepeyacac und Tepeaquilla. Tepeyac befindet sich auf einem Hügel innerhalb des nördlichsten Bezirks des mexikanischen Bundesdistriktes.
Tepeyac ist einer der größten Wallfahrtsorte der Welt. Jährlich besuchen rund 20 Millionen Pilger die Stadt.
Am 9. Dezember 1531 erschien der Überlieferung nach dem Azteken Juan Diego auf dem Berg Tepeyac die Jungfrau Maria. Nach seiner Aussage bat sie ihn, auf dem Berg eine Kapelle zu errichten. Der Bischof Juan de Zumárraga glaubte ihm nicht und verlangte Beweise für die Marienerscheinung. Drei Tage darauf hatte Juan Diego erneut eine Erscheinung. Sie äußerte sich als Bild der Muttergottes auf seinem Mantel. Damit ging er zum Bischof, der den Bau der Kapelle zu Ehren Unserer Lieben Frau von Guadalupe in Auftrag gab. 1705 wurde eine große Basilika fertiggestellt, heute wird das Gnadenbild in der Basilika Unserer Lieben Frau von Guadalupe gezeigt.